# Франсуа де Лабат Вивенс
Франсуа де Лабат, шевалье де Вивенс (François de Vivens; 11 июля 1697 — 20 апреля 1780) — французский экономист, физик, метеоролог, философ и агроном.
Варианты названия
Франсуа де Лабат Вивенс (1697—1780)
Шевалье де Вивенс (1697—1780)
Франсуа де Лабат (1697—1780)
Франсуа де Вивенс (1697—1780)
Он жил в области Гиенне, в провинции Ажан, вблизи городка Кларак, и посвятил себя наукам и общественному благу.
В то время, когда экономика Франции была полностью основана на сельском хозяйстве, он формулирует инновационные идеи в этой области. Опытный техник, он успешно решает проблемы регулирования водостоков. Физик, он также является анонимным автором двух теоретических публикаций
о движении и гравитации. Проявляет большой интерес к работам по электричеству. Наконец философ, он выражает себя через две работы, одна из которых считается потерянной.
Он был особенным человеком. Жан Хеклер описывает Франсуа де Вивенса как "привлекательного, сдержанного, бескорыстного человека, ученого огромного масштаба, опытного техника, физика, философа, человека духа, культуры и сердца, чья личность вызывает интерес и уважение.
Он был джентльменом из Ажена, другом Монтескье (Montesquieu), которому принадлежало имущество в Барри возле Кларака (Clairac), близкое к собственности Вивенса, принадлежавшей Жанне де Лартиг (Jeanne de Lartigue), жене Монтескье(Montesquieu), и которая, как и он, выращивала виноградную лозу.
(Жан Хеклер рассказывает о происхождении Жанны де Лартиг де Монтескье, дочери Пьера де Лартиг и Элизабет Паузье де Лартиг, и показывает, что его семья связана с рыцарем Франсуа Лабатом де Вивенсом Моисей де Лабатом, президентом пресвитерии (Протестантский эмигрант), который в своем первом браке женился на Сюзанне де Кауак, племяннице Пьера де Лартига и, следовательно, двоюродной сестре жены Монтескье. Во втором браке Моисей был связан с Жанной де Массач, вдовой Жана Паузье, который был дедушкой Жанны де Монтескье.)

## Биография
Франсуа де Вивенс, известный как шевалье де Вивенс, третий и последний сын в семье. За его воспитание в детстве отвечал старший брат. Отмечается, что он горел любовью к учёбе. Шевалье учился в колледже в Бордо, где изучал латынь, греческий, иврит, а также итальянский и английский языки. В 1715—1716 годах он отправился в Англию, там жил его дядя, вскоре он получит его наследство, он путешествует по Англии и Голландии, потом пребывает в течение следующих пяти лет в Париже, и часто общается с самыми выдающимися учеными столицы того времени. Он познакомился с прославленным Майраном (Mairan), чья дружба всегда была ему дорога; он даже сообщил ему несколько своих идей о замораживании; которые тот использовал. За свое время пребывания в Париже он сильно погружается в науки, чем вызывает насмешки и непонимание близких родственников, что в итоге привело к тому, что он ослабляет рвение к наукам по физике и математике и погружается в изучение сельского хозяйства. Он изучал его принципы и вносил в него улучшения с большой уверенностью и легкостью, как и в своих наблюдениях по физике. По рекомендациям Дюамеля он начинает использование пара в земледелии, севооборот. Практикует известкование компоста. Популяризует эти улучшения среди фермеров. Также начинает выращивать шелковицу и разводить шелкопрядов. Эта новая отрасль распространилась и на соседние деревни, но после выращивание табака вытеснило выращивание шелкопрядов и шелковица практически полностью исчезла из страны.
Он женился 24 июня 1728 года на Марии де Массак (Marie Massac 1704—1782), дочери богатого местного фермера, генерала Соломона де Массак. Составитель родословной (Family Tree owner): Мартина БЕЛЬЯРД (Martine BELLIARD (mbelliard))приводит сведения, что у Марии это было второе замужество, она овдовела от первого брака. Они получили освобождение от кровного родства со второй по третью степень, поскольку: Жан Лабат де Вивенс, Сьер де Вивенс и Элизабет Лабат де Вивенс, являются одновременно бабушкой и дедушкой Франсуа и прадедушкой и прабабушкой Марии де Массак, то есть Мария была дочерью двоюродной сестры Франсуа Вивенса.
У Франсуа и Марии было 3 детей
Сын Бернар-Андре(умер в 49 лет, было 5 детей), дочь Джудит и сын Жан-Бернар (умер молодым, в 26 лет).
Франсуа Вивенс в возрасте 80-82 года дал образование старшему внуку Роберту
Избран в Академию Бордо в 1742 году. Друг семьи Жокур (Jaucourt), его особенно поддерживает Маркиза Сюзанна де Жокорт (Suzanne de Jaucourt), невестка шевалье де Жокур (Jaucourt). В Клараке он был также связан с Филипо Венути (Filipo Venuti), назначенным аббатом Кларака главой Сен-Жан-де-Латран (Saint-Jean-de-Latran).
Он подружился с Дортусом де Майраном, с Дюамелем дю Монсо, с Монтескье и его сыном Секондатом, и в своем величественном доме в Барри, построенном незадолго до 1750 года, он проводит научные собрания.

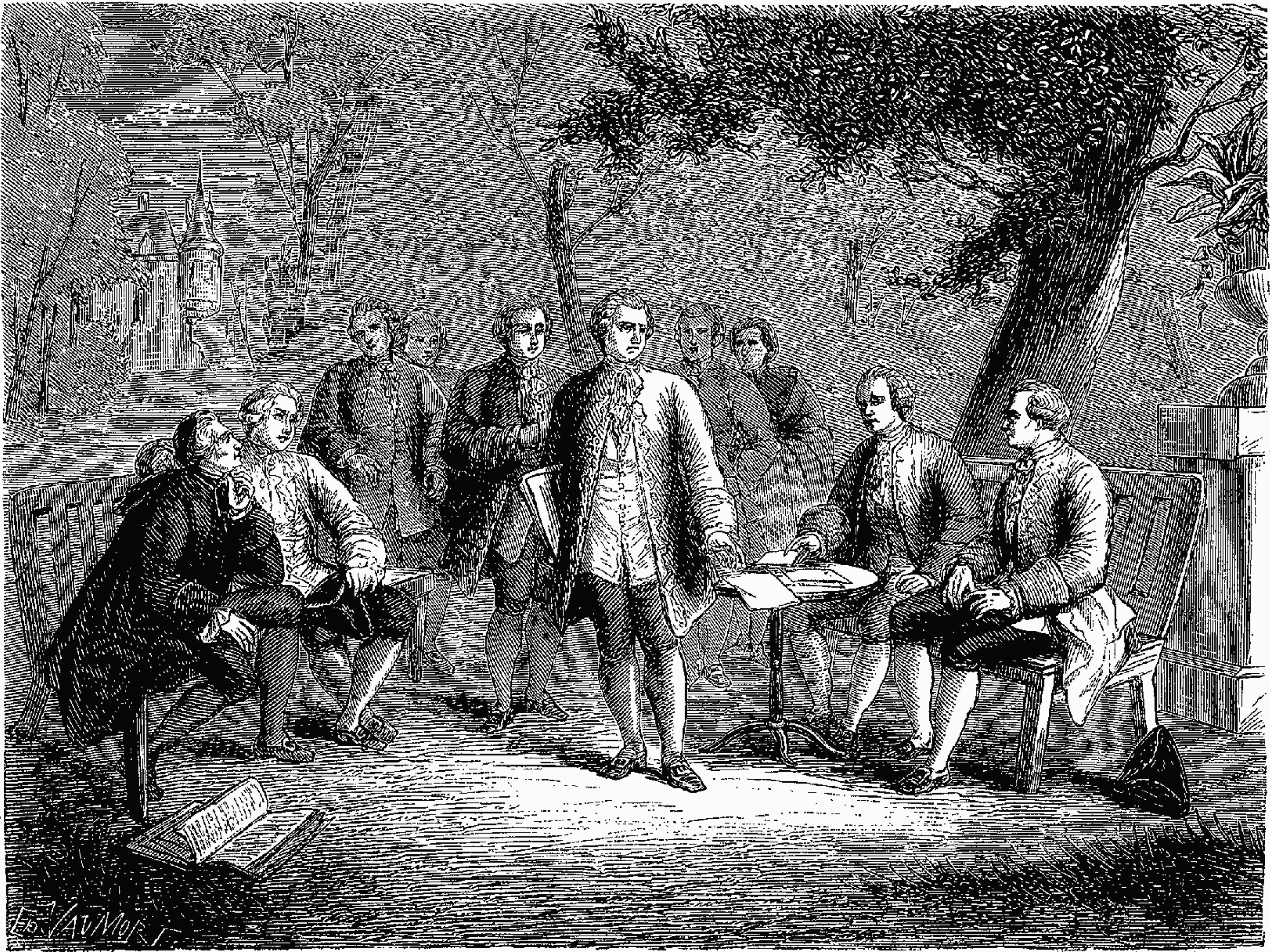
T1- d539 — Fig. 270. — Le cénacle scientifique du château de Clairac, Монтескье и барон Секондата, его сын, Шевалье де Вивенс, Ромас и братья Дутил

Он принимает в своём доме (château Vivens) в Барри Жака де Ромаса (Jacques de Romas), который в 1752—1753 гг. впервые провел там исследования атмосферного электричества с помощью бумажного змея. Жак де Ромас приехал из Нерака (Nérac) со своими друзьями, братьями Дутил (Dutilh). В то же время Бенджамин Франклин заявлял, что провел такие же эксперименты в Филадельфии. В 1755 году де Рома, детально описав свои опыты с воздушным змеем, обратился в Парижскую академию наук с просьбой признать его приоритет в проведении этих опытов. 4 февраля 1764 года Парижская академия наук избрала его своим членом-корреспондентом, признав его первенство в проведении эксперимента с воздушным змеем, поскольку Франклин не представил свидетельство своего личного участия в подобных экспериментах. Франклин хранил необычное для него молчание по этой теме.
В этих собраниях, которые проходили под прохладой Кларака, участвовали: Монтескье, который любил доносить свои высокие размышления об истории права и философии, культуре естествознания и физики; — барон де Секондат, его сын, которому Академия Бордо обязана несколькими важными научными работами; — Доктор Раулин, который был врачом в округе Людовика XV; — братья Дутил, жившие в замке недалеко от Нерака, образованные джентльмены и особенно опытные в физических экспериментах; — настоятели Гуаско и Венути; — наконец, де Ромас, которого его функции президентского судьи закрепили в Нераке, его родном городе. Изобразительное искусство, литература, наука — ничто не было чуждо членам этого элегантного и вежливого общества.
После переизбрания Шевалье де Вивенса, научным руководителем этого ученого собрания, был Ромас. Собрания стали нечастыми и в скорее прекратились.
Де Ромас проводит ряд экспериментов по атмосферному электричеству с воздушным змеем и для измерения электрической напряженности применяют железный прут, поднятый над домом Вивенса, который был соединен с электроскопом. Вивенс назвал это устройство бронометром или мерой молнии.

## Работы
В то время г-н де Вивенс уже опубликовал несколько книг по статистике наблюдений. Он рассматривает три явления, которые были в тот год — землетрясение, довольно редкое в стране событие, новый вид эпидемической болезни и продолжительные (нетипичные) весенние заморозки. Он излагает две теории землетрясений, а также связывает их с событиями в Европе в начале этого года, и в частности, те, что были 7-го. до 8 марта. Это была реакция природы на определённые события, он объясняет это как отделения «выдохов» электричества от поверхности Земли, переход их в воздух, и они объединившись, бродили в воздухе; колебания, вызванное этой комбинацией, вызвало изменение в составе крови у жителей и вызвало третью лихорадку, сопровождающуюся ангиной, которая стала распространенной в стране.
Что касается продолжительных заморозков, то он их связывает с появлением выходов серы на склонах холмов, и также связывает это с электрической природой явления.
Но особый интерес вызывает термометрическое наблюдение, которое были описаны и которые тогда были достойные внимания физиков. Периодически, один раз в году, с помощью термометр Реомюра, осенью он наблюдал термометрическую аномалию (впервые в сентябре 1741 года, потом 9 октября следующего года). Термометр Реомюра ночью показывал температуру, которая отличалась от показаний на термометрах иной конструкции. Удивительно, что это отличие было только один раз в году.
Он трактовал причину этих необычных подъёмов как эффект локального отделения электричества Земли, которое иногда комбинируется, и может бродить и вызывать выработку тепла, способного воздействовать на чрезвычайно чувствительные термометры.
Этот факт стал основой в его любимой системы возбуждения и отделения электричества. Постепенно он настолько убедился в этой системе, что никогда не отказывался от неё и распространял её почти на все физические явления. Поскольку, по его словам, на расстоянии можно почувствовать всплеск смесей отделения электричества, обусловленных непрерывностью и подвижностью атмосферы, в этом он видит причину нерегулярных ветров, эпидемических заболеваний, а также думал, что та же самая причина может вызвать северное сияние, свет звезд, или то, что его производит.
Он интересовался многими разнообразными вопросами, даже поднимал вопросы толерантности.
Он последовательно опубликовал свои наблюдения по торговле и сельскому хозяйству в 1758, 1760, 1762 годах.
Эта работа, которая увенчалась репутацией её автора, является результатом его высоких размышлений о сельскохозяйственных и коммерческих интересах Франции в целом области Гиенне в частности. Он был пронизан великим принципом, что сельское хозяйство и торговля — это два стержня, на которых покоятся богатство и процветание государств.
Вивенс рассматривает источники, которые связаны с процветанием государства. Он предлагает создать экономический и политический совет на каждой территории для популяризации добродеятелей, просвещенных, трудолюбивых, полезных граждан, распространять вкус общественного блага, раскрывать привлекательность и сладость патриотизма.
С его наблюдений берет начало метрология, он провел большую работу наблюдений за погодой с 1739 до 1778 года. Он вел точные записи изменений барометра и нескольких термометров и гигрометров, состояния воздуха, проводил измерения днем и часто ночью; проводил наблюдения за луной; он наблюдал за облаками, за атмосферой, движение которой казалось ему независимым от ветра, и которое он приписывал отделениям электричества. Также тщательно отметил все северное сияние, зодиакальные созвездия и необычные ясности, появившиеся на небе; отмечал паводковые воды, речные переливы, состояние растительности, плодородные или неплодородные годы, эпидемические заболевания, средства, используемые для борьбы с ними, также сообщал о любых соответствующих наблюдениях, которые могли быть получены. 7 января 1762 года он учел изменения в намагниченной игле, как под стеклом, так и в волокне. Нигде мы не можем найти такую большую, более методичную коллекцию. Он был одним из самых первых и тщательных метеорологов, которые когда-либо существовали. Вивенс был убежден в лунном влиянии на атмосферу задолго до того, как Толедо продемонстрировал это. Он также нашел, что изменения вызванные новой или полной луной, происходят только на третий или четвёртый день до или после этих событий.
В этих наблюдениях Вивенс не только записал все те наблюдения, которые лежали в основе его любимой системы отделения электричества, их всплески, их комбинации; но все, что могло бы представлять интерес для физики, медицины и всех отраслей сельского хозяйства и отечественной экономики.
Дожив до преклонных лет, он смотрел как смерть каждый день забирала поочередно его самых дорогих друзей.
Заболевание, которое уничтожило остальные его силы, ослабило его память, но он все ещё продолжал свои метеорологические наблюдения ежедневно и оставлял их только тогда, когда его слабая рука отказывалась слушаться ему. С этого момента абсолютный провал всех его способностей привел его к концу. Он ненадолго задержался на краю могилы: вскоре после этого он сделал последний вздох среди своей скорбящей семьи и соотечественников, которые пришли попрощаться с ним 20 апреля 1780 года.
Вивенс очень развил ум и обладал различными знаниями. Немногие мужчины были более образованными и добрыми. Он не только хорошо разбирался в физико-математических науках; он все ещё знал иврит, греческий, латинский, итальянский, английский. Он писал на своем родном языке с элегантностью и чистотой: грация и легкость эпистолярного стиля была умело им использована. В его разговоре это всегда было выражением доброты и сомнений. Одним словом, он был высшим духом, добрым, мудрым и скромным. Одаренный истинной мудростью, у него не было других увлечений, кроме истинной мудрости; любви к стране и правде. Смотря на него можно было разглядеть спокойствие его души, это и простота его одежды, его манеры, весь этот идеальный образ он сохранил до конца жизни.

## Награды
Он был награждён золотой медалью Королевского общества сельского хозяйства департамента Сена 18 апреля 1819 года.
Его основное убеждение о реакция природы на определённые события, отделения электричества от поверхности Земли «выдохов Земли» не получило развития в дальнейшем и работа в этом направлении впоследствии никем не была продолжена.